# Sporozoa
Gli sporozoi (Sporozoa) sono un raggruppamento tassonomico che comprende specie parassite, eucarioti, caratterizzate da cellule adulte che non sono in grado di muoversi autonomamente; le forme immature (tra cui i gameti) possiedono una maggiore mobilità; questi inoltre presentano cicli vitali e metabolici piuttosto complessi, che possono svolgersi:
- in più ospiti differenti
- alternando le fasi asessuate a quelle sessuate

## Stadi cellulari degli sporozoi
Le cellule immature sono chiamate sporozoiti, di norma sono distinguibili in:
- Merozoiti, generati da divisione asessuata
- Gametociti, derivanti da trofozoiti che, interrompendo la divisione asessuata, generano gameti. È importante ricordare che gli zigoti di futura formazione possono anche non essere formati da esclusivamente due gameti, in quanto la condizione poliploide è frequente nel regno dei Protisti.

Lo Zigote così formatosi subirà il processo di meiosi, generando nuovi sporozoiti.
Le cellule mature sono classificate, in generale, come Trofozoiti. In particolare è in questo stadio che gli Sporozoi espletano la loro natura parassitica, alle volte patogena.

## Interazione con forme di vita superiori e con l'uomo
Le specie più studiate e conosciute appartenenti al gruppo degli Sporozoi sono per lo più parassitiche, ed eventualmente, patogene.
Tra i più noti spiccano:
- Plasmodium malariae, appartenente al genere Plasmodium, che, assieme ad altre tre specie (P. vivax, P. ovale, P. falciparum), è agente eziologico della malaria.
- Toxoplasma gondii, agente eziologico della toxoplasmosi, sia essa congenita che acquisita.